# Gunung Pesagi
Gunung Pesagi är ett berg i Indonesien.   Det ligger i provinsen Sumatera Selatan, i den västra delen av landet, 300 km väster om huvudstaden Jakarta. Toppen på Gunung Pesagi är 2 203 meter över havet.
Terrängen runt Gunung Pesagi är huvudsakligen kuperad. Gunung Pesagi är den högsta punkten i trakten. Runt Gunung Pesagi är det ganska tätbefolkat, med 124 invånare per kvadratkilometer. I omgivningarna runt Gunung Pesagi växer i huvudsak städsegrön lövskog.